# Цезений Лентон
Цезений Лентон (на латински: Caesennius Lento) е римски политик от късната Римска република. Той произлиза от фамилята Цезении и е в групата на заговорниците против римския диктатор Гай Юлий Цезар.
На Идите през март 44 пр.н.е. той участва в убийството на Цезар. Той помага на Марк Антоний и става земеделски комисионер (septemvirs) в Кампания и Лентини. През 43 пр.н.е. след обсадата на Мутина той е в Етрурия.